# Omamamia
Omamamia ist eine deutsche Filmkomödie des Regisseurs Tomy Wigand aus dem Jahr 2012. Der Film entstand nach einer Idee Claudia Casagrandes und basiert auf einem gemeinsamen Drehbuch der Autorinnen Gabriela Sperl und Jane Ainscough. Er erzählt von der rüstigen Auswanderin Marguerita, gespielt von Marianne Sägebrecht, die nach dem Tod ihres Gatten von Kanada nach Rom reist, um bei Papst Benedikt XVI. Vergebung für ein lange gehütetes Familiengeheimnis zu erbitten. Neben Sägebrecht traten Annette Frier, Miriam Stein, Giancarlo Giannini und Raz Degan vor die Kamera.
Realisiert wurde Omamamia von der sperl+productions und Arden Film in Koproduktion mit SevenPictures und der Erfttal Film- & Fernsehproduktion. Die Dreharbeiten fanden unter dem Arbeitstitel Oma in Roma zwischen Mai und Juni 2011 in München und Italien statt. Der Film feierte auf dem Fünf Seen Filmfestival 2012 am 26. Juli 2012 Premiere und startete am 1. November 2012 im Majestic Filmverleih deutschlandweit in den Kinos. Kritiker lobten vor allem Sägebrechts Spiel, bewerteten die Komödie ansonsten jedoch unterschiedlich. In den deutschen Kinos sahen den Film 115.785 Zuschauer.

## Handlung
Nach dem Tod ihres geliebten Gatten Loisl bleibt die streng gläubige Auswanderin Marguerita allein im idyllischen Bigbear Creek in den Wäldern Ontarios zurück. Tochter Marie, die ihre Mutter versorgt wissen will, beschließt, ihr Elternhaus in der Einöde nach vierzig Jahren zu verkaufen und Marguerita in die benachbarte Seniorenwohnanlage „Sunshine Home“ in der Stadt umzusiedeln. Marguerita beugt sich dem Willen ihrer Tochter, steht der Familie doch zunächst eine jahrzehntelang geplante Reise nach Rom bevor. Doch die ständig gestresste und besorgte Marie sieht dafür keine Zeit und vertröstet ihre Mutter auf deren achtzigsten Geburtstag.
Marguerita, die in Rom Benedikt XVI. eine Jugendsünde beichten will, lässt sich von ihrem Ziel jedoch nicht abbringen und bricht nachts heimlich zum Flughafen in Richtung Italien auf. Dort angekommen, kommt sie bei ihrer Enkelin Martina unter, die eigentlich als Au-pair bei einer erzkatholischen Familie in die italienische Hauptstadt gereist war, nun jedoch mit ihrem Freund, dem Rockmusiker Silvio, zusammenlebt und nachts in einer Bar arbeitet. Marguerita ist zunächst entsetzt über Martinas Lebensverhältnisse, arrangiert sich jedoch mit den Umständen und findet in ihrer Enkelin, die sich ebenso wie ihre Großmutter andauernd von Marie bevormundet fühlt, eine Verbündete.
Bei der von ihr verfolgten General-Audienz im Vatikan trifft Marguerita den Ganoven Lorenzo wieder, der sich ihr zuvor als Blinder präsentiert hatte, um sich aufgrund einer verlorenen Wette so eine Privat-Audienz beim Papst zu erschleichen. Erbost über seine Lüge, zückt sie ihr Pfefferspray und trifft dabei aus Versehen Benedikt XVI. in die Augen. Marguerita wird festgenommen und landet bei der Polizei, die Lorenzo mit Hilfe einer erfundenen Geschichte von Margueritas Unschuld überzeugen kann. Sie kommt daraufhin frei. Marie verfolgt die Geschehnisse in Rom unterdessen zufällig im kanadischen Fernsehen und beschließt kurzerhand, die Koffer zu packen und ihre Mutter heimzuholen.
Lorenzo bemerkt indessen, dass Marguerita mit ihren bayerischen Kochkünsten der von seinem Neffen Dino geführten „Lieselottas Taverna Bavarese“ zu neuem Erfolg verhilft, und verspricht ihr, sie doch noch zum Papst zu bringen, sofern sie zustimmt, Dino weiterhin zu unterstützen. Marguerita willigt ein, doch als Lorenzo und sie in Trauanzug und Brautkleid als „Sposi Novelli“ – frisch Vermählte – den päpstlichen Segen empfangen wollen, wird sie von Gewissensbissen geplagt und reißt in letzter Sekunde aus. Martina ertappt Silvio unterdessen beim Sex mit einer Kollegin. Sie fällt aus allen Wolken und wirft sich Trost suchend in die Arme ihrer Mutter, die inzwischen in Rom angekommen ist.
Marie befiehlt Mutter und Tochter in Anbetracht der chaotischen Zustände, umgehend mit ihr nach Kanada zurückzufliegen. Marguerita, die ihr Leben selbst bestimmen will, verweist sie zunächst in die Schranken, söhnt sich anschließend jedoch mit Marie aus. Als sie ihr anschließend beichtet, dass sie im Rom Vergebung sucht, weil sie vor Marie verheimlicht hat, dass diese nicht Loisls leibliche Tochter, sondern das Ergebnis eines One-Night-Stand mit einem italienischen Musiker ist, läuft Marie voll Kummer in die Nacht davon. Martina kann sie schließlich auftreiben und davon überzeugen, Marguerita, die ihre Lebenslüge nach wie vor schwer belastet, zu verzeihen.
Lorenzo nutzt derweil seine Kontakte bei der Kirche, um Marguerita als Köchin für den Papst und dessen Gefolgschaft im Vatikan einzuschleusen. Marie und Martina helfen ihr dabei, für 100 Gäste Kaiserschmarrn zu kochen, worauf Marguerita endlich den Segen von Benedikt XVI. in Empfang nehmen kann. Anstatt nach Kanada zurückzukehren, beschließen Marguerita und Martina daraufhin, in Rom zu bleiben. Marie ist einverstanden und wird vor der Rückreise von ihrem Mann Joe überrascht. Marguerita und Lorenzo versöhnen sich ebenfalls und brechen auf Lorenzos Vespa gemeinsam in Richtung München auf.

## Hintergrund

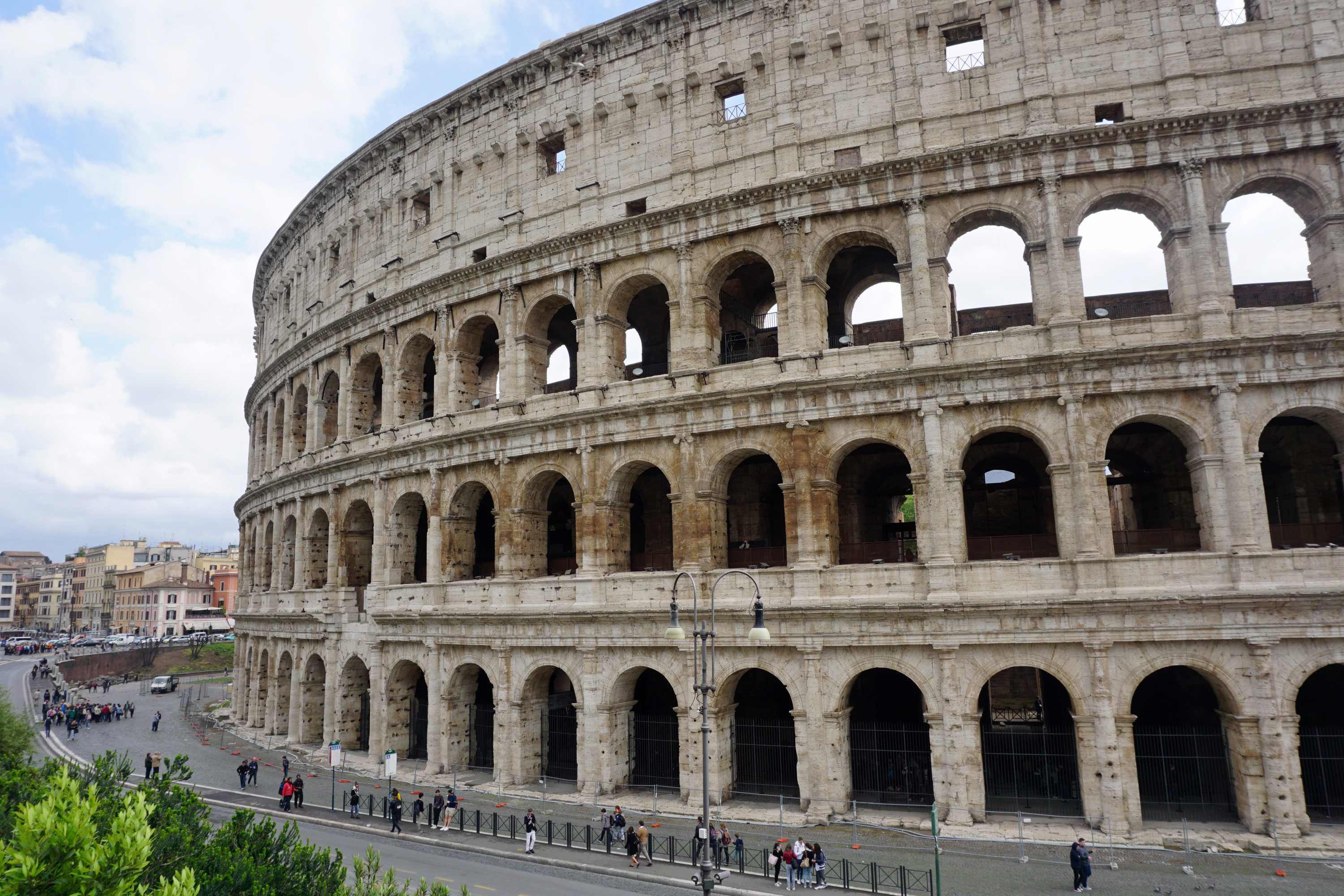
Als Dreh- und Spielort von Omamamia fungierte Rom.

Omamamia beruht auf Erinnerungen der italienischen Filmschaffenden Claudia Casagrande, deren in den 1960er Jahren nach Kanada ausgewanderte deutsche Großmutter Marianne sie nach dem Tod des Großvaters in Rom besuchte, um dort den Papst zu treffen. Eine rohe Version des Drehbuchs schickte Casagrande zunächst an Marianne Sägebrecht, die an dem Stoff Gefallen fand und Produzent Andro Steinborn mit seiner Produktionsfirma Arden Film ins Boot holte. Filmproduzentin Gabriela Sperl und Jane Ainscough wurden schließlich mit der Überarbeitung des Drehbuchs beauftragt. Hergestellt wurde die Komödie von der sperl+productions und Arden Film in Koproduktion mit der Erfttal Film- & Fernsehproduktion und SevenPictures hergestellt. Als Produzenten traten Sperl und Steinborn in Erscheinung; die Koproduktion oblag Joachim Kosack, Stefan Gärtner und Klaus Dohle. Gefördert wurde das Projekt Mitteln des FilmFernsehFonds Bayern (FFFB), des Deutschen Filmförderfonds (DFFF), des Medienboards Berlin-Brandenburg und der Filmförderungsanstalt (FFA).
Die Dreharbeiten fanden unter dem Arbeitstitel Oma in Roma zwischen Mai und Juni 2011 in München und Italien statt. Obwohl der Film in Kanada und vornehmlich in Rom spielt, wurden viele Szenen in München gedreht. Die Papst-Audienz sowie alle Szenen, die innerhalb der Mauern des Vatikans spielen, wurden in der Münchner Residenz aufgenommen. Als Taverne von Figur Dino fungierte ein Ladenlokal im Münchner Stadtteil Haidhausen. Auch der Münchner Flughafen taucht im Film auf. Die in Ontario spielenden Anfangsszenen wurden in den italienischen Abruzzen gedreht. Hier diente der Campo Imperatore, ein beckenförmiges Hochplateau südlich des Massivs des Gran Sasso d’Italia in der Provinz L’Aquila, als Kulisse. In der italienischen Hauptstadt entstanden an einer Vielzahl von Motiven Szenen. So sind unter anderem der Petersdom, das Kolosseum sowie das Monumento a Vittorio Emanuele II in Omamamia zu sehen. Gedreht wurde in der jeweiligen Muttersprache. Die Dialoge der italienischen Darsteller wurden so nachträglich in deutscher Sprache synchronisiert.

## Kritiken
Andreas Günther von Filmstarts.de lobte in seiner Rezension vor allem Sägebrechts Darstellung und schrieb: „Dank ihr erhebt sich die Geschichte über eine Privataudienz beim Papst aus den Niederungen des deutschsprachigen Lustspiels. So leichtfüßig, liebenswert und milde überdreht wurde noch mit keinem deutschen Film der Widerspruch zwischen idealisierter, aber auch manipulativ genutzter Religion einerseits und flexibel gelebtem Glauben andererseits auf die Leinwand gebracht.“ Ferner befand er: „Das pointierte Drehbuch von Jane Ainscough und Gabriela Sperl erweist sich als Steilvorlage für ein cleveres Filmvergnügen, mit dem Tomy Wigand zumindest qualitativ auch seine beiden Erfolgsfilme Fußball ist unserer Leben und Das fliegende Klassenzimmer übertrifft.“

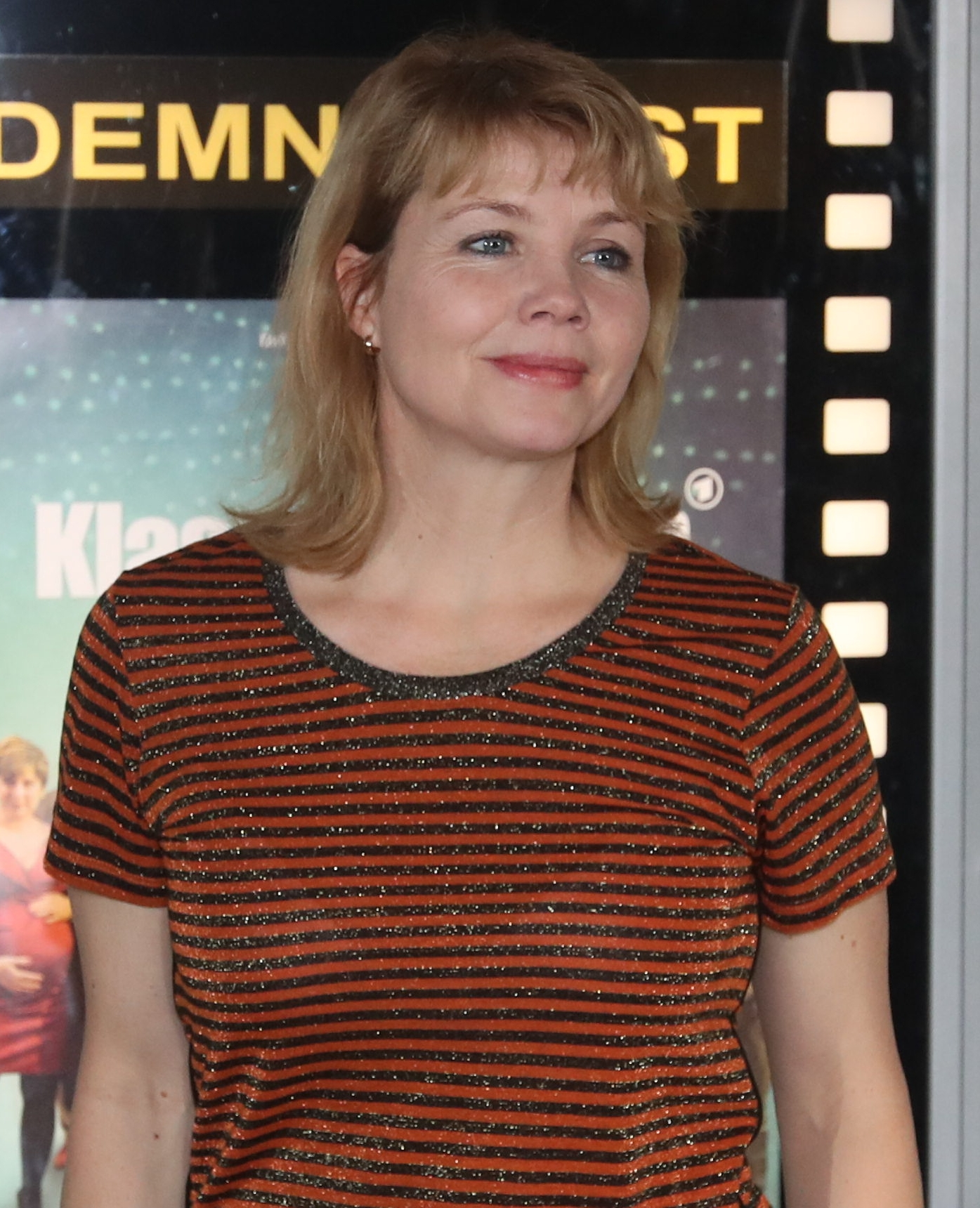
Annette Frier und ihre Kolleginnen erhielten vorwiegend positive Kritiken.

Birgit Nüchterlein von den Nürnberger Nachrichten bezeichnete den Film als „vorhersehbare [...] leichte Kino-Kost“. Wigand und Sperl wollten mit „vermeintlich gegen den Strich gebürsteten Figuren überraschen“ und schafften doch nur Klischees. Hinzu komme, dass es einige Zufälle brauche, um „die märchenhafte Handlung voranzubringen, Komik mitunter in gefährliche Nähe zu Klamauk rückt und gegen Ende viel Rührseligkeit verbreitet wird“. Getragen würde die Komödie vor allem von Sägebrechts Präsenz. Die Schauspielern mache „eine wirklich gute Figur in all den schönen Stadtansichten“.
Die Nürnberger Zeitung befand, dass Wigand „nicht gerade als Feingeist verschrien“ sei und auch Omamamia entpuppe „sich als eher derb gestrickter Unfug. Die Story ist vorhersehbar, wirkt leicht unausgegoren und mäandert zwischen seichter Familientragödie und Komödie.“ Warum Sägebrechts ausgerechnet wegen dieses Films noch einmal vor die Kamera getreten ist, bleibe ihr Geheimnis. Dass Omamamia nicht „völlig mies“ sei, liege auch an Darsteller Giancarlo Giannini, der seine Rolle gelungen „mit Augenzwinkern“ porträtiere. Nervig sei „dagegen, dass die Handlung fortlaufend zwischen Kanada und Rom hin- und herspringt. Als Fernsehfilm wäre Omamamia halbwegs okay, einen Kinobesuch sollte man sich gut überlegen“.
Die Zeitschrift Freundin schrieb: „Kann bitte jemand Miriam Stein, Marianne Sägebrecht und Annette Frier eine große Samstagabendshow geben! Die drei sind der Wahnsinn. Die Familienkomödie um eine ausgebüxte, äußerst eigensinnige Großmutter hätte sich Loriot nicht komischer ausdenken können!“
Die Süddeutsche Zeitung deklarierte die Produktion hingegen als „plumpes Konsenskino mit einer wie immer grundsympathischen Marianne Sägebrecht“. Die Zeitschrift Cinema bezeichnete Omamamia als „ausgelassene Generationenkomödie mit viel Italo-Folklore“. Wigand serviere „einen entspannten Mix aus Kaiserschmarrn-Klamauk und Personalityshow der Bajuwaren-Wuchtbrumme“ Sägebrecht.

## Erfolg
Der Film feierte auf dem Fünf Seen Filmfestival 2012 am 26. Juli 2012 Premiere. Die deutschlandweite Veröffentlichung erfolgte am 31. Oktober 2012 im Verleih der Majestic Film. Presseberichten zufolge zählte die Komödie nach Ende des ersten Vorführwochenendes rund 20.000 Zuschauer in 123 Kinos und konnte sich damit auf Rang 15 der deutschen Kinocharts platzieren. Die Produktion hielt sich vier Wochen in den Kinos. Laut Filmförderungsanstalt beliefen sich Gesamtzuschauerzahlen auf 72.923 Besucher. Das Einspielergebnis betrug 631.593 Euro.

## Auszeichnungen
Die Deutsche Film- und Medienbewertung (FBW) in Wiesbaden verlieh dem Film das Prädikat „wertvoll“ und schrieb in ihrer Jury-Begründung: „Die Grundkonstellation für Omamamia ist perfekt [...] Letztendlich eine glaubwürdige und zugleich höchst moralische Geschichte mit schönen Ansätzen zur Selbsterkenntnis und auch zur Diskussion. Dass die Gratwanderung im Spiel mit Überzeichnungen und Klischees dann auch funktioniert, ist ein Verdienst des Casts und dem perfekten Spiel der Schauspieler, an erster Stelle Marianne Sägebrecht, der man die unglaublichsten Situationen einfach abnimmt. Eine schöne Kamera, gute musikalische Begleitung (die Szenen in der Disco mit Oma sind klasse!) und eine flotte Montage gehören zu den weiteren lobenswerten handwerklichen Leistungen eines Films, der durchaus nicht nur die ‚Best-Ager‘ anspricht“.